# Чисман, Дейл
Дейл Чисман (англ. Dale Chisman, полное имя Charles Dale Chisman; 1943—2008) — американский художник, широко известный своими яркими нео-абстрактными экспрессионистскими картинами.
Один из сооснователей Музея современного искусства в Денвере, входил в Совет его попечителей.

## Биография
Родился 17 августа 1943 года в Денвере, штат Колорадо, в семье Чарльза Чисмана (Charles Everett Chisman) и его жены Марзи Фойерштайн (Marzee Feuerstein Chisman).
Учился у художницы Марты Эпп (Martha Epp) в школе North High School, лето проводил с Мэри Ченовет (Mary Chenoweth) из Колорадского колледжа. Получил степени бакалавра (BFA, 1965) и магистра (MFA, 1969) изящных искусств в Университете Колорадо в Боулдере, после чего покинул эти места на многие годы. Некоторое время жил и работал в Лондоне, затем в течение многих лет — в Нью-Йорке (выставлялся в Бруклинском музее, Martha Jackson Gallery, Bertha Schaefer Gallery и The Once Gallery), прежде чем вернулся в Колорадо в 1980-х годах, где сразу утвердился как местный мастер. С 1985 по 2008 год жил и работал в Денвере, где выставлялся в Robischon Gallery, Cydney Payton Gallery, Payton Rule, Pirate Gallery, а также музеях Денвера, Санта-Фе и Аспена.
Несмотря на то, что Чисман в течение последних двух лет находился в больнице и выходил из неё только для прогулок на свежем воздухе, он продолжал писать на очень высоком уровне, о чём свидетельствует его эффектная персональная выставка в 2008 году в Rule Modern and Contemporary Gallery в Денвере. Одной из его последних картин, включенных в эту экспозицию, была «Bee Balm», созданная в 2007 году.
Умер после длительной болезни от симптомов, связанных с эмфиземой, 29 августа 2008 года в Денвере. Был похоронен на городском кладбище Riverside Cemetery. У него осталась дочь Ребекка.
Дейл Чисман был удостоен гранта фонда Adolph & Esther Gottlieb, в 1975 году он получил стипендию MacDowell Colony, стал лауреатом премии AFKEY Award Денверского художественного музея.
Его работы находятся во многих корпоративных коллекциях и музеях США, включая Chemical Bank; Chase Manhattan Bank; American Can Company; Kirkland Museum; Смитсоновский музей американского искусства; Денверский художественный музей; Музей современного искусства в Скоттсдейле и других местах.